# LuxSpace
LuxSpace é um construtor de sistemas espaciais europeu com base em Betzdorf em Luxemburgo. Foi fundada em novembro de 2004 como uma empresa filial da OHB AG, e iniciou sua atividade como uma joint venture com a SES Astra em janeiro de 2005.
Em 2009, o primeiro satélite da empresa, o PathFinder2A foi lançado. O VesselSat-1 foi lançado em 12 de outubro de 2011 como parte do programa GapFiller; seguido por seu irmão gêmeo VesselSat-2 em 9 de janeiro de 2012. Entretanto, o satélite VesselSat-3 que também seria fabricado pela empresa foi cancelado.

## Satélites
| Satélite    | Fabricante | Data do lançamento    | Veículo de lançamento | Estado    | Nota                                   |
| ----------- | ---------- | --------------------- | --------------------- | --------- | -------------------------------------- |
| VesselSat-1 | LuxSpace   | 12 de outubro de 2011 | PSLV-CA               | Ativo     | Conhecido também por Orbcomm FM42 e V1 |
| VesselSat-2 | LuxSpace   | 9 de janeiro de 2012  | Longa Marcha 4B       | Ativo     | Conhecido também por Orbcomm FM43 e V2 |
| VesselSat-3 | LuxSpace   |                       |                       | Cancelado | [ 1 ]                                  |